# MAGENTA
MAGENTA é uma cifra de blocos simétrica desenvolvida por Michael Jacobson Jr. e Klaus Huber para a Deutsche Telekom, que é uma companhia de telecomunicações alemã. O nome MAGENTA é um acrônimo de Multifunctional Algorithm for General-purpose Encryption and Network Telecommunication Applications, traduzindo, algoritmo multifuncional para criptografia de uso geral e aplicações de redes de telecomunicações. É uma cifra que foi submetida ao AES (Advanced Encryption Standard process), porém não passou da primeira etapa devida a uma falha criptográfica, tornando-se uma das cifras mais lentas em comparação com as submetidas.
O algoritmo que inspirou a criação do Magenta foi o DES (Data Encryption Standard). Pois, em dois de Janeiro de 1997, o NIST(Nacional Institute of Standards and Tecnology) anunciou que escolheria um sucessor para o DES, visto que este possuía uma chave, considerada pequena, de 56 bits. E consequentemente o tornava vulnerável a ataques de força bruta. No entanto, a competição possuía algumas regras, eram elas:
1. O algoritmo teria de ser uma cifra de bloco simétrica
2. Todo o projeto teria de ser público
3. Deveriam ser admitidos tamanhos de chaves iguais a 128, 192 e 256 bits
4. Teriam de ser possíveis implementações de software e hardware
5. O algoritmo teria de ser público ou licenciado em termos não-discriminatórios.

## Desenvolvimento
O desenvolvimento do Magenta começou em 1990, partindo das regras da competição. A ideia era utilizar técnicas simples, de forma a tornar a implementação eficiente tanto para hardware quanto software. Para que isto fosse possível, foi utilizado uma estrutura borboleta para realizar difusão e exponenciação discreta em um campo finito.
Com o passar dos anos, a ideia de implementação em hardware foi analisada mais detalhadamente, e com a ajuda do especialista em hardware S. Wolter a estrutura borboleta foi trocada pela  aleatória FHT, que possui a vantagem de fornecer estruturas idênticas para cada etapa. Mais algumas mudanças ocorreram quando uma análise do algoritmo foi feita por especialistas da companhia SIT, por volta de 1994.
O Magenta possui menos de 10kb de uso de memória estática, utiliza menos que 6kb da pilha. Para encriptar uma mensagem de 128-bit utiliza de 0 a 199 Kbps por segundo.

## Estrutura de funcionamento
O magenta é implementado utilizando a cifra de Feistel com 6 a 8 iterações. A Cifra de Feistel consiste em uma estrutura simétrica usada na construção de cifras de blocos. Ela é uma cifra iterada com uma função interna chamada função rodada.
Seja F a função rodada e sejam {\displaystyle K_{0},K_{1},...,K_{n}} as subchaves para as rodadas 0,1,...,n, respectivamente.
Primeiro, divida o bloco em duas partes de mesmo tamanho,{\displaystyle (L_{0},T_{0})} para cada rodada i = 0,1,...,n, então compute:
```
 

  

    

      

        

          
L

          

            
i

          

        

        
+

        
1

        
=

        

          
T

          

            
i

          

        

      

    

    
{\displaystyle L_{i}+1=T_{i}}

  

```

{\displaystyle T_{i}+1=L_{i}\oplus F(T_{i},K_{i})}
```
 Então o texto cifrado é 

  

    

      

        
(

        

          
T

          

            
n

          

        

        
+

        
1

        
,

        

          
L

          

            
n

          

        

        
+

        
1

        
)

      

    

    
{\displaystyle (T_{n}+1,L_{n}+1)}

  

.
 
A decriptação do texto cifrado 

  

    

      

        
(

        

          
T

          

            
n

          

        

        
+

        
1

        
,

        

          
L

          

            
n

          

        

        
+

        
1

        
)

      

    

    
{\displaystyle (T_{n}+1,L_{n}+1)}

  

 é obtida considerando, para i=n, n-1, ..., 0\\
 

  

    

      

        

          
T

          

            
i

          

        

        
=

        

          
L

          

            
i

          

        

        
+

        
1

      

    

    
{\displaystyle T_{i}=L_{i}+1}

  

```

```
 

  

    

      

        

          
L

          

            
i

          

        

        
=

        

          
T

          

            
i

          

        

        
+

        
1

        
⊕

        
F

        
(

        

          
L

          

            
i

          

        

        
+

        
1

        
,

        

          
K

          

            
i

          

        

        
)

      

    

    
{\displaystyle L_{i}=T_{i}+1\oplus F(L_{i}+1,K_{i})}

  

```

```
  Logo, 

  

    

      

        
(

        

          
L

          

            
0

          

        

        
,

        

          
T

          

            
0

          

        

        
)

      

    

    
{\displaystyle (L_{0},T_{0})}

  

 é o texto em claro.
```

Como observado na figura, há uma única diferença entre a encriptação e a decriptação, inversão na ordem das subchaves durante a decriptação.

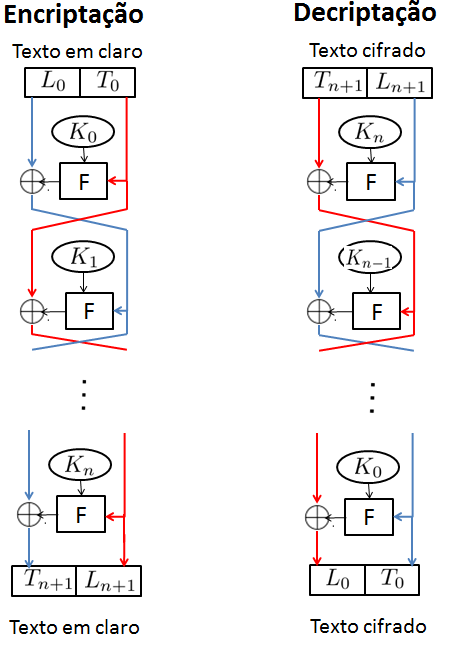
Modelo de funcionamento da Cifra de Feistel

## Funcionamento do algoritmo
Seja {\displaystyle C={0,1}^{8}} todos os vetores binários de 8-bits. Para x {\displaystyle \in } C, escreveremos x = {\displaystyle (x_{7},x_{6},...,x_{0})}, e associamos cada byte com um inteiro em {0,1,...,,255} seguindo a fórmula {\displaystyle x_{7},x_{6},...,x_{0}->2x_{7}^{7}+2x_{6}^{6}+...+x_{0}}. Para todos x {\displaystyle \in } B, defini-se:
{\displaystyle f(x)=\alpha ^{x}x\neq 255}
{\displaystyle 0x=255}
Magenta é uma cifra de bloco complexa. No entanto, o S-box tem uma estrutura simples.
A S-box usada no Magenta é a seguinte:
1     2     4     8    16    32    64   128   101
202   241   135   107   214   201   247   139   115
230   169    55   110   220   221   223   219   211
195   227   163    35    70   140   125   250   145
71   142   121   242   129   103   206   249   151
75   150    73   146    65   130    97   194   225
167    43    86   172    61   122   244   141   127
254   153    87   174    57   114   228   173    63
126   252   157    95   190    25    50   100   200
245   143   123   246   137   119   238   185    23
46    92   184    21    42    84   168    53   106
212   205   255   155    83   166    41    82   164
45    90   180    13    26    52   104   208   197
239   187    19    38    76   152    85   170    49
98   196   237   191    27    54   108   216   213
207   251   147    67   134   105   210   193   231
171    51   102   204   253   159    91   182     9
18    36    72   144    69   138   113   226   161
39    78   156    93   186    17    34    68   136
117   234   177     7    14    28    56   112   224
165    47    94   188    29    58   116   232   181
15    30    60   120   240   133   111   222   217
215   203   243   131    99   198   233   183    11
22    44    88   176     5    10    20    40    80
160    37    74   148    77   154    81   162    33
66   132   109   218   209   199   235   179     3
6    12    24    48    96   192   229   175    59
118   236   189    31    62   124   248   149    79
158    89   178     0 
Começando com 1 e movendo-se uma posição para a esquerda, obtemos a próxima entrada, quando 1 é deslocado para fora obtemos 101.
Depois, para todos os (x,y) {\displaystyle \in C^{2}} : A(x,y) = f(x {\displaystyle \oplus } f(y)). E PE(x,y) = (A(x,y),A(y,x)) = (f(x {\displaystyle \oplus } f(y)),f(y {\displaystyle \oplus } f(x))).
Para todos os ( x_0,...,x_15 ) \in C^16, faça: T(x_0,..,x_15) = {\displaystyle \prod (\prod (\prod (\prod (x_{0},...,x_{15}))))}, onde {\displaystyle \prod (x_{0},...,x_{1}5)} é definido como {\displaystyle \prod (x_{0},...,x_{1}5)=(PE(x_{0},x_{8}),PE(x_{1},x_{9}),...,PE(x_{7},x_{1}5))}.
Para todos X={\displaystyle (x_{0},...,x_{1}5)\in C^{1}6} definimos: {\displaystyle X_{e}=(x_{0},x_{2},...,x_{1}4)eX_{0}=(x_{1},x_{3},...,x_{1}5)}, ou seja, {\displaystyle X_{e}} possui os bytes de X com índice par e {\displaystyle X_{0}} possui os bytes de X com índice ímpar.
onde o valor inicial A^{(1)} = T(x_{0},...,x_{15}). Para fixar o número de rodadas r, nós definimos E^{r)(x_0,...,x_15} = C^(r)_e.
Depois de uma análise em relação a efetividade do código, chegou-se a conclusão de que 3 rodadas são suficientes para proporcionar um código seguro.
O bloco de cifras MAGENTA utiliza a cifra de Feistel, usando a função {\displaystyle E^{(}3)} como base para a encriptação. Para {\displaystyle x=x_{0},...,x_{1}5\in C^{1}6ey=(y_{0},...,y_{7})\in C^{8}}, uma "rodada de Feistel" é definida como
.
Seja {\displaystyle M=(x_{0},...,x_{1}5)\in B^{1}6} seja um texto em claro de 128 bits.
O algoritmo MAGENTA usa de seis a oito rodadas de Feistel, onde cada rodada  utiliza uma parte diferente da chave. O algoritmo é dado por: {\displaystyle Enc_{k}(M)=F_{K}1(F_{K}1(F_{K}2(F_{K}2(F_{K}1(F_{K}1(M))))))}
{\displaystyle Dec_{k}(M)=V(Enc_{k}(V(M))),ondeV(x_{0},...,x_{1}5=(x_{8},...,x_{1}5),(x_{0},...,x_{7})}

## Criptoanálise
A criptoanálise é a técnica de se tentar descobrir o texto cifrado ou a lógica utilizada para encriptar a mensagem, sem ter conhecimento da chave.
Alguns tipos de ataque conhecidos são: Ataque por só-texto-ilegível, Ataque por texto legível conhecido, Ataque por texto legível conhecido, Ataque por texto ilegível escolhido e Ataque por força bruta.
Um dos tipos de criptoanálise mais antigos é por análise de frequência(ou Ataque por só-texto-ilegível). Ela consiste em analisar quantas vezes um determinado caractere aparece em um texto cifrado. E a partir dessa análise tentar descobrir qual caractere no texto em claro ele é, baseando-se nas probabilidades de que cada um tem de aparecer em um texto(de acordo com seu idioma). Por exemplo: em português, o carácter que mais aparece é o "a". E no inglês, é o "e".
No ataque por texto legível conhecido, o atacante conhece um pedaço do texto em claro e a qual parte do texto cifrado ele pertence. No entanto, não conhece a chave secreta k.
No ataque por texto legível escolhido,  o atacante "escolhe" o fragmento do texto que deseja descobrir, e assim, induz o receptor a decriptá-lo para ele.
No ataque por texto ilegível escolhido,  o atacante escolhe uma parte do texto cifrado e a obtém no texto decifrado. Ele tem acesso somente ao algoritmo de decriptografia.
No ataque por força bruta, o atacante testa todas possibilidades de chaves possíveis para que ele consiga transformar uma mensagem encriptada em uma decriptada legível.

## Bibliotecas
As bibliotecas criptográficas CrypoAPI, JCA e OpenSSL implementam os algoritmos DES, Blowfish e mini-blowfish.